# Verrallina johnsoni
Verrallina johnsoni är en tvåvingeart som beskrevs av Laffoon 1946. Verrallina johnsoni ingår i släktet Verrallina och familjen stickmyggor.
Artens utbredningsområde är Filippinerna. Inga underarter finns listade i Catalogue of Life.